# Arrane Ashoonagh dy Vannin

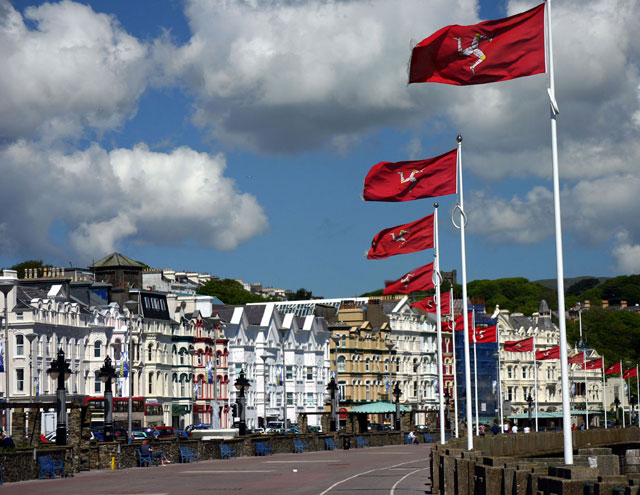
Loch Promenade. Douglas, île de Man.

Arrane Ashoonagh dy Vannin est l’hymne national de l’île de Man. La version en anglais est écrite par William Henry Gill (1839–1923), et la version en mannois par John J. Kneen (1873–1939).

## Description de l’hymne national
L’hymne est chanté comme une adaptation de la mélodie traditionnelle mannoise de la Marche de Mylecharaine, et son titre en anglais est normalement O Land of Our Birth (Ô Pays de Notre naissance), son premier vers.
Exécuté la première fois lors du Festival de musique mannoise du jeudi 21 mars 1907, il comprend huit couplets au total, mais seuls les premier et dernier couplets sont habituellement chantés.
L’hymne a reçu un statut national officiel lors de la législature du Tynwald de l’île de Man ayant siégé le 22 janvier 2004, le God Save the Queen étant désigné comme l’hymne royal.
L’hymne national est utilisé lors d’occasions officielles, de cérémonies et dans les écoles ; l’hymne royal est quant à lui réservé normalement pour l’exécution additionnelle lorsque le souverain, des membres de la famille royale ou le lieutenant-gouverneur sont présents.
Le chant Ellan Vannin (autre nom de l’île, en langue mannoise) était jusqu’alors vu comme un hymne national non officiel équivalent.

## Paroles
La traduction française proposée ici (incomplètement versifiée, et non officielle) est tirée à partir de la version anglaise, seulement à titre indicatif.
| O land of our birth, O gem of God’s earth, O Island so strong and so fair ; Built firm as Barrule, Thy Throne of Home Rule Make us free as thy sweet mountain air. When Orry, the Dane, In Mannin did reign, ’Twas said he had come from above ; For wisdom from Heav’n To him had been giv’n To rule us with justice and love. Our fathers have told How Saints came of old, Proclaiming the Gospel of Peace ; That sinful desires, Like false Baal fires, Must die ere our troubles can cease. Ye sons of the soil, In hardship and toil, That plough both the land and the sea, Take heart while you can, And think of the Man Who toiled by the Lake Galilee. When fierce tempests smote That frail little boat, They ceased at His gentle command ; Despite all our fear, The Saviour is near To safeguard our dear Fatherland. Let storm-winds rejoice, And lift up their voice, No danger our homes can befall ; Our green hills and rocks Encircle our flocks, And keep out the sea like a wall. Our Island, thus blest, No foe can molest ; Our grain and our fish shall increase ; From battle and sword Protecteth the Lord, And crowneth our nation with peace. Then let us rejoice With heart, soul and voice, And in The Lord’s promise confide ; That each single hour We trust in His power, No evil our souls can betide. |  | O Halloo nyn ghooie, O’ Ch’liegeen ny s’bwaaie, Ry gheddyn er ooir aalin Yee ; Ta dt’ Ardstoyl Reill Thie, Myr Barrool er ny hoie Dy reayl shin ayns seyrsnys as shee. Tra Gorree yn Dane Haink er traie ec y Lhane, Son Ree Mannin v’eh er ny reih ; ’S va creenaght veih Heose Er ny chur huggey neose Dy reill harrin lesh cairys as graih. Ren nyn ayryn g’imraa Va Nooghyn shenn traa, Yn Sushtal dy Hee fockley magh ; Shegin yeearree peccoil, Myr far aileyn Vaal, Ve er ny chur mow son dy bragh. Vec ooasle yn Theihll, Ayns creoighys tooilleil, Ta traaue ooir as faarkey, Gow cree Ny jarrood yn fer mie, Ta coadey ’n lught-thie Ren tooilleil liorish Logh Galilee. D’eiyr yn sterrm noon as noal Yn baatey beg moal, Fo-harey hug Eh geay as keayn ; Trooid ooilley nyn ghaue, Ta’n Saualtagh ec laue Dy choadey nyn Vannin veg veen. Lhig dorrinyn bra Troggal seose nyn goraa, As brishey magh ayns ard arrane ; Ta nyn groink aalin glass Yn vooir cummal ass, As coadey lught-thie as shioltane. Nyn Ellan fo-hee, Cha boir noidyn ee, Dy bishee nyn eeastyn as grain ; Nee’n Chiarn shin y reayll Voish strieughyn yn theihll As crooinnagh lesh shee ’n ashoon ain. Lhig dooin boggoil bee, Lesh annym as cree, As croghey er gialdyn yn Chiarn ; Dy vodmayd dagh oor, Treish teil er e phooar, Dagh olk ass nyn anmeenyn ’hayrn. |  | Ô pays de nos origines, Ô gemme de la terre Divine, Ô Île si forte et si juste ; Tel Barrule, bâti si robuste, Ton Trône d’Ici Légitime Nous fait libres comme l’air doux de tes cimes. Quand Orry, le Danois, Sur le pays de Mann régna, L’était dit que d’en haut il était arrivé ; Par la sagesse du Paradis, À lui a été transmis Sur nous avec justice et amour de régner. Nos pères ont rapporté Comment des Saints vinrent du passé, Proclamant l’Évangile de Paix ; Que du pécheur les vœux, Tels du faux Baal les feux, Meurent pour que puissent nos troubles cesser. Vous, de ce sol enfantés, Dans le labeur et la difficulté, Qui et la terre et la mer sillonez, Faites le à cœur tant que vous le pouvez, Et à l’Homme pensez Qui a souffert sur le Lac Galilée. Quand les violentes tempêtes assaillirent Ce frêle petit navire, Elles cessèrent sur Son ordre gentil ; Malgré toutes nos peurs, Proche est le Sauveur Pour préserver notre chère Patrie. Que se réjouissent les vents des typhons, Et de leur voix montent le ton, Nul danger nos foyers ne peuvent endurer ; Nos vertes collines et rochers Encerclent nos troupeaux, Et tel un mur repoussent les flots. Notre Île, ainsi bénie, Ne peut molester nul ennemi ; Que grossissent notre grain et nos poissons ; De la bataille et de l’épée Le Seigneur a protégé Et couronné de paix notre nation. Alors à nous les réjouissances Dans la voix, le cœur et l’esprit, Et confessons-nous dans la promesse Du Seigneur ; Qu’à chaque simple heure, Nous croyions à Sa puissance, Aucun mal ne touchera nos esprits. |